# 日本寺大仏

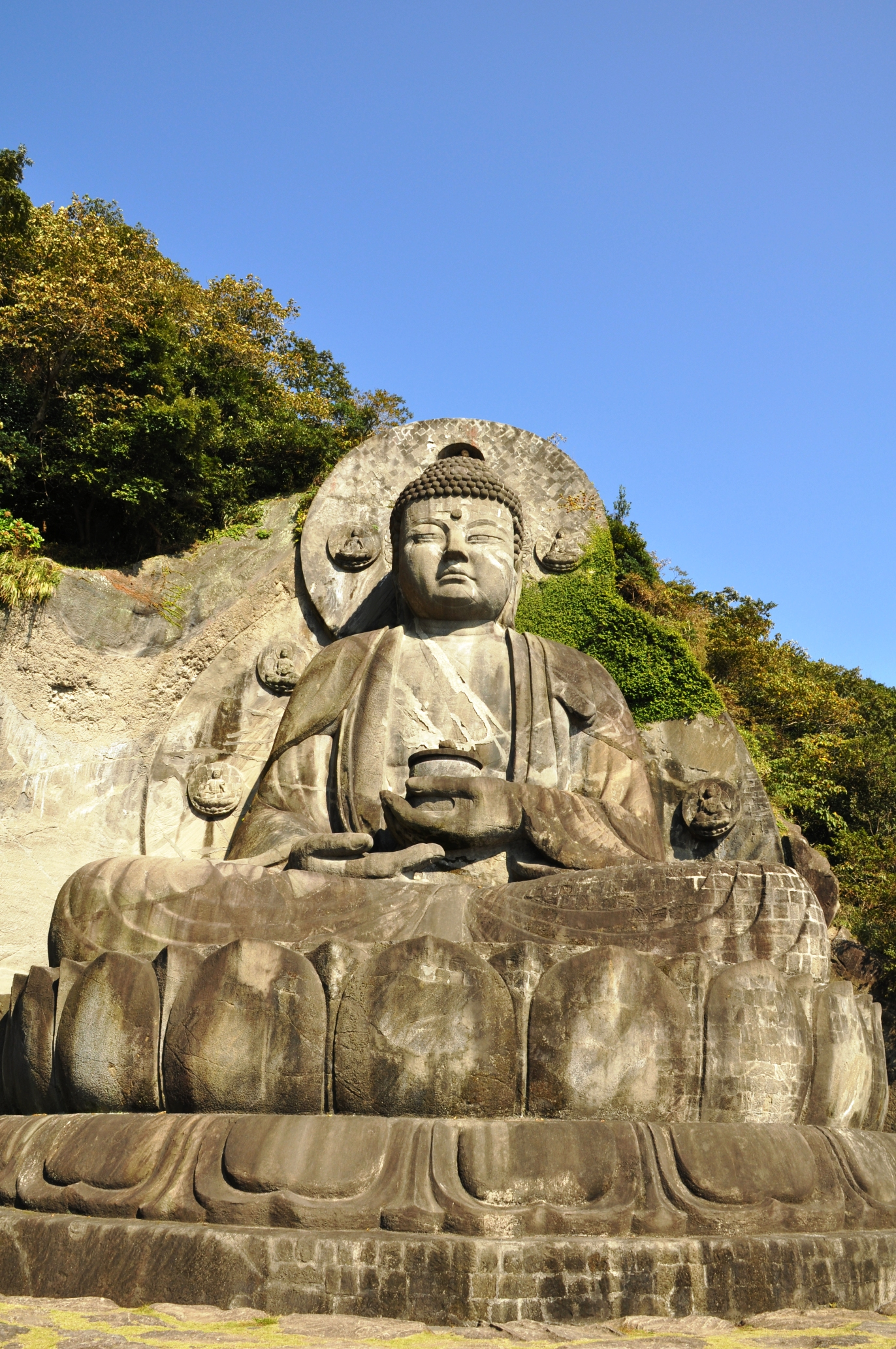
日本寺大仏

日本寺大仏（にほんじだいぶつ）は、千葉県安房郡鋸南町の日本寺にある大仏。正式には「薬師瑠璃光如来坐像（大仏）」といい、高さ31.05メートル、丈21.3メートルの日本最大の磨崖仏である。同寺の羅漢石像群とともに県指定名勝「鋸山と羅漢石像群」に指定されている。
日本寺は、正式には「乾坤山 日本寺（けんこんざん にほんじ）」といい、725年（神亀2年）に聖武天皇の勅願により行基によって開かれた古刹である。

## 建立の経緯
元々の大仏は、1783年（天明3年）に大野甚五郎英令が門弟27名とともに岩を彫刻して建立したものだった。建立当時の高さは9丈2尺（約37.7m）。
だが、岩を彫刻した大仏であったこともあって長年の雨風により侵食、江戸時代末期には著しい破損が発生して崩壊状態になっていた。そのため1966年（昭和41年）から仏師・八柳恭次を中心に修復が行なわれ、1969年（昭和44年）に完成した。この時、以前の崩壊箇所等がある関係から、像高は原型より約7m低い31.0mとなった。

## ギャラリー

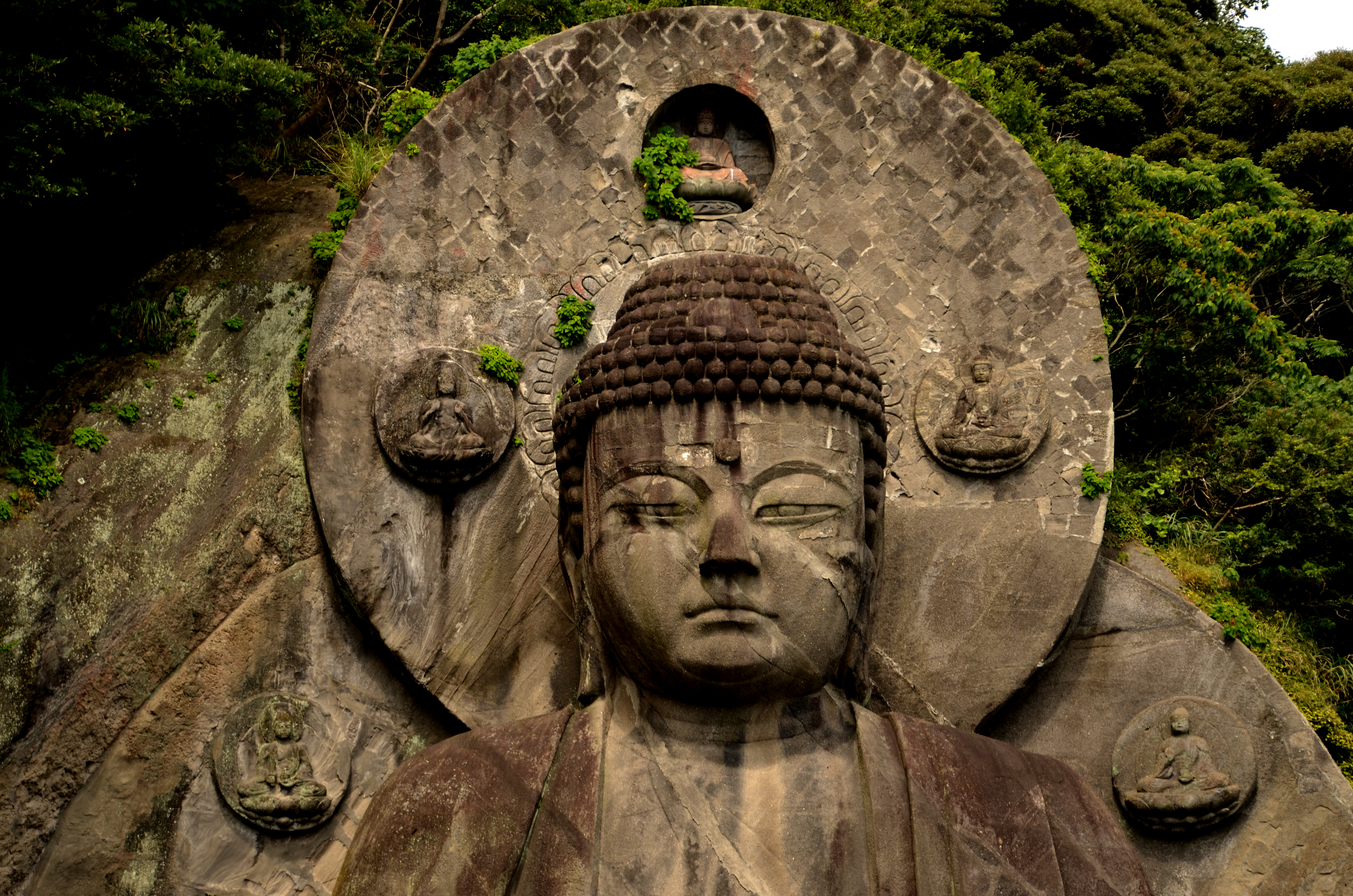
顔周辺のクローズアップ（2013年7月）
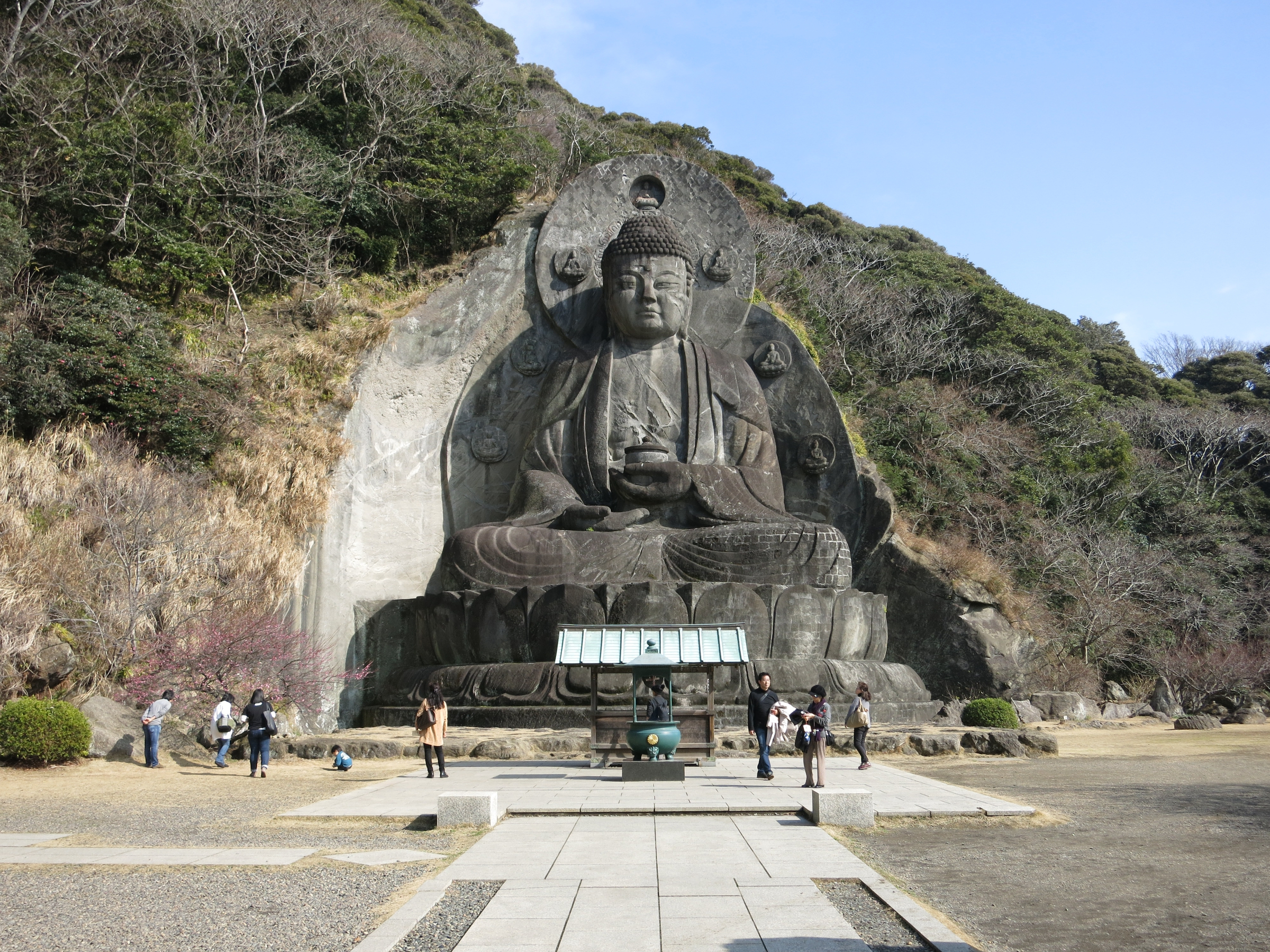
大仏周辺（2014年2月）
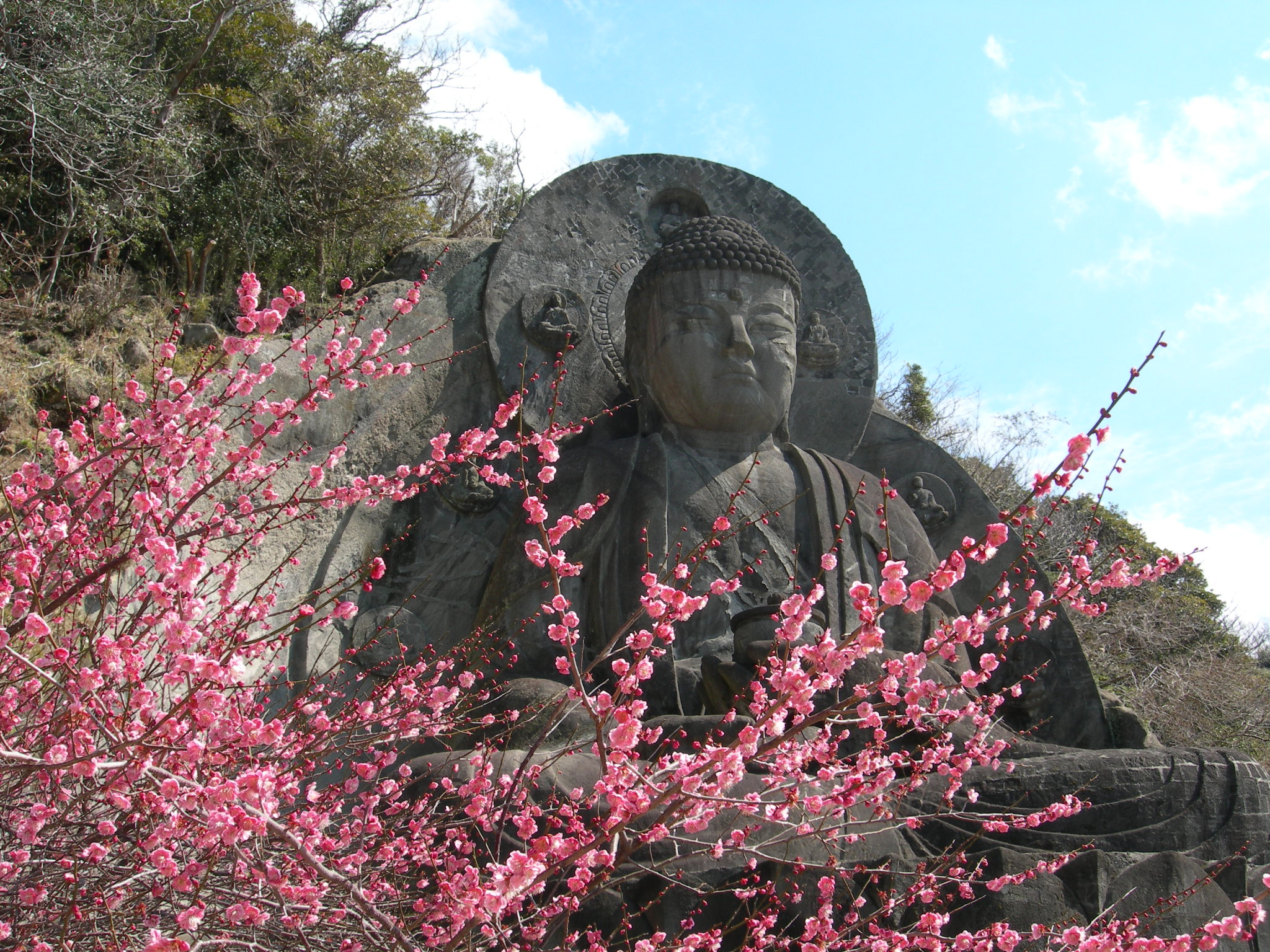
大仏と梅（2012年3月）

## 所在地・アクセス
- 千葉県安房郡鋸南町元名184（鋸山一帯が日本寺の境内である）
- 内房線浜金谷駅下車、鋸山ロープウェーに乗り換え山頂駅下車、登山道で約40分。
- 鋸山登山自動車道大仏口駐車場より、徒歩5分。